# 山手133番館
山手133番館（やまて133ばんかん）は、神奈川県横浜市中区山手町に所在する家屋である。山手に残る西洋館の一つで、2020年に市内の洋菓子店が取得し、修復・保全が行われている。

## 歴史
2015年の横浜国立大学大学院の白川葉子が行った当時の所有者への聞き取り調査によると、建築主はイギリス人貿易商のブロックハーストで、外国人向けの住宅として建てられた。家屋課税台帳によると、建築時期は関東大震災後の1930年（昭和5年）頃とみられ、当時のディレクトリには、当初はライジングサン石油の関係者が居住した記録が残る。第二次世界大戦後の1945年から1953年にかけては占領軍に接収されたが、それ以外の期間は貸家としてパンアメリカン航空、IBMなどの数組の家族が居住した履歴がみられる。接収期間中は、米軍大佐のバーンズが居住していた。バーンズはユタ州のダグウェイ実験場にアントニン・レーモンドの設計による「日本村」を設け、日本家屋を効率的に燃焼させる焼夷弾の実験を行っていた。この実験にはスタンダード・オイルが協力しており、レーモンドが日本においてスタンダード・オイル関連施設に携わっていたことが関係するとみられている。
戦後に所有権が移り、日本人が大家となった。1983年に公開された薬師丸ひろ子主演の映画『探偵物語』ではロケ地の一つとして使われている。2011年の東日本大震災当時はアメリカ人が居住しており、煙突が折れる被害があった。
2017年。所有者から物件を売却したいとの意向が示され、公益社団法人横浜歴史資産調査会・横浜市役所都市デザイン室担当者と所有者の間で話し合いがもたれたが、資金面から買取はできず、所有者側からも寄贈はできないとの回答があった。
中区長者町で「パティスリー モンテローザ」を営む三陽物産社長の山本博士は、2020年に不動産サイトでこの物件が売りに出されているのを知る。関東大震災以降山手地区に74軒建てられた洋館は2020年代初頭には半数以下の33軒しか現存しておらず、山手133番館がこのまま解体されることを危惧した山本は社内の了承を取り付け、会社名義で土地と建物を取得した。2021年3月31日に横浜市認定歴史的建造物に認定され市の助成が受けられることになり、同社の創業60周年記念事業として2021年6月より修復工事が進められる。
建物の以前の様子の手掛かりを探す中で、1957年から1964年まで、子ども時代に家族とともにこの家で暮らしたかつての住人とも連絡を取ることができた。
屋根の葺き替えや耐震補強は2022年2月に完了。その後外壁や建物内部の修復、建物周囲の外構工事などが行われ、2022年6月30日に修復工事が全面完成した。
2023年（令和5年）3月、建物の一部を囲む「ブラフ積擁壁」が横浜市の歴史的建造物に認定された。

## 建築と修復
前述の白川の聞き取り調査によると、施工者は宮内工務店と考えられる。設計者は不詳であるが、同時期の既知の建物との類似点から、アントニン・レーモンドの関与も示唆されている。山手本通りから離れた高台に立地し、ワシン坂方面に眺望が開ける。埋立が進む前は、目の前に海が望めたと考えられる。敷地の境界には、明治時代に築造されたと推定されるブラフ積みの石垣が残る。建物は2階建のスパニッシュスタイルの5LDKの主屋と、東側の付属屋、主屋北側の車庫の3棟で構成。主屋には1階に居間・応接間・食堂・台所とパントリーなどがあり、付属屋とは台所で接続している。居間には暖炉とベイウインドウがあり、食堂との間は大きな引き戸で仕切ることができた。玄関ホールの階段で2階に上がると、3つの寝室と2つの浴室がある。付属屋の内部は和室で、主に使用人が使っていた。
耐震補強や外観の復元は保土ケ谷区の建築士兼弘彰が担当し、できる限り昭和初期のオリジナルの姿に戻すことを目指した。修復前は白い外観であったが、塗装の一部を削り取り元の色が判明、黄色に塗装し直した。屋根のフランス瓦は3割程が破損してしまっていたが、港北区にある横浜市認定歴史的建造物から譲り受け、不足分は愛知県の業者に特注。戦前の型が発見され、納入にこぎつけた。内部は住居として使われることを考慮し、照明や空調はデザインを損なわない程度に新調。水回りも最新設備を取り入れた。
修復工事完成のお披露目を兼ねて2022年10月1日にリードオルガンのコンサートが開かれたが、原則として内部は非公開。物件取得から復元工事完成に至る経緯は、YouTubeの動画で公開されている。

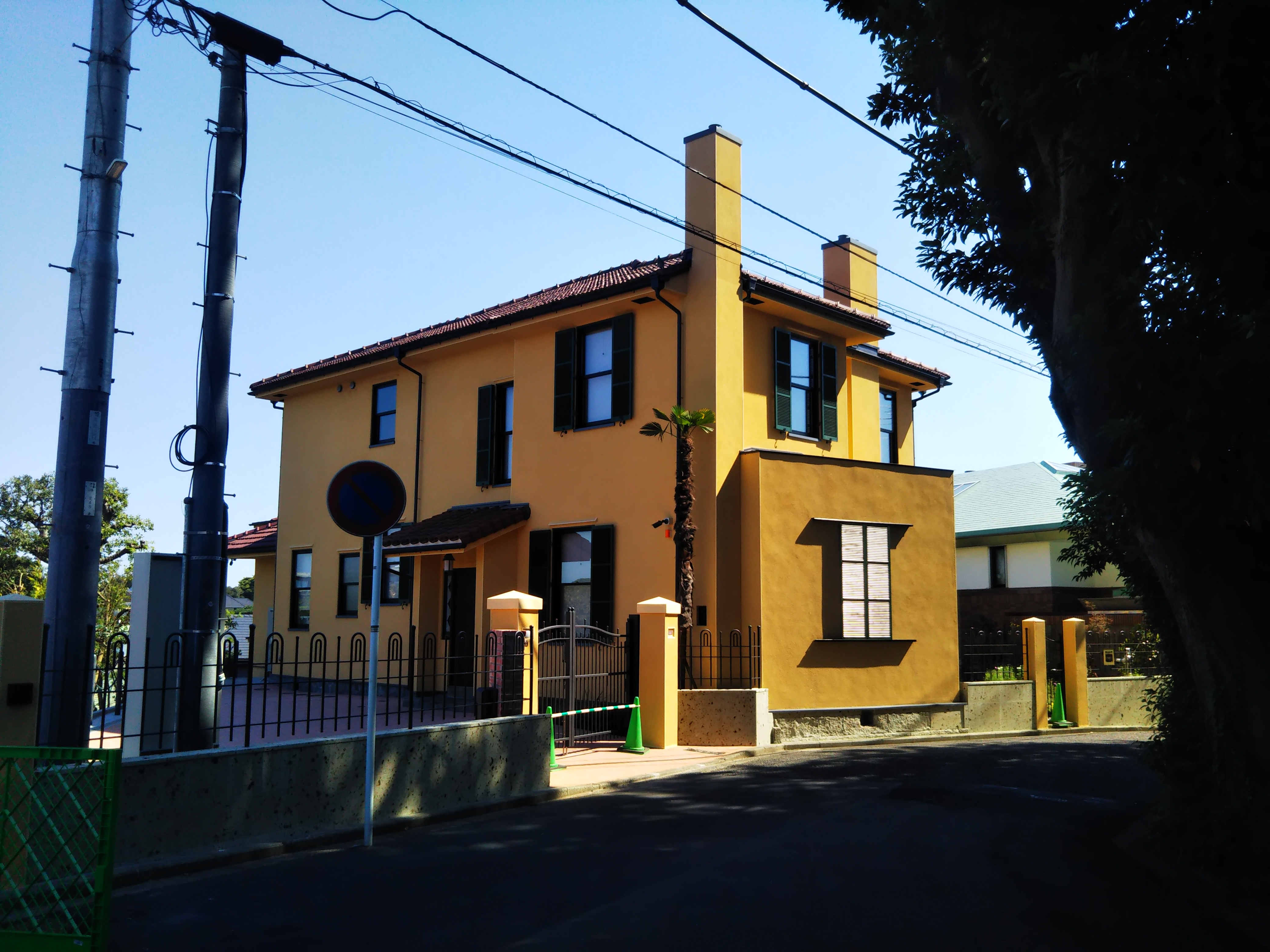
玄関のある、北側外観。
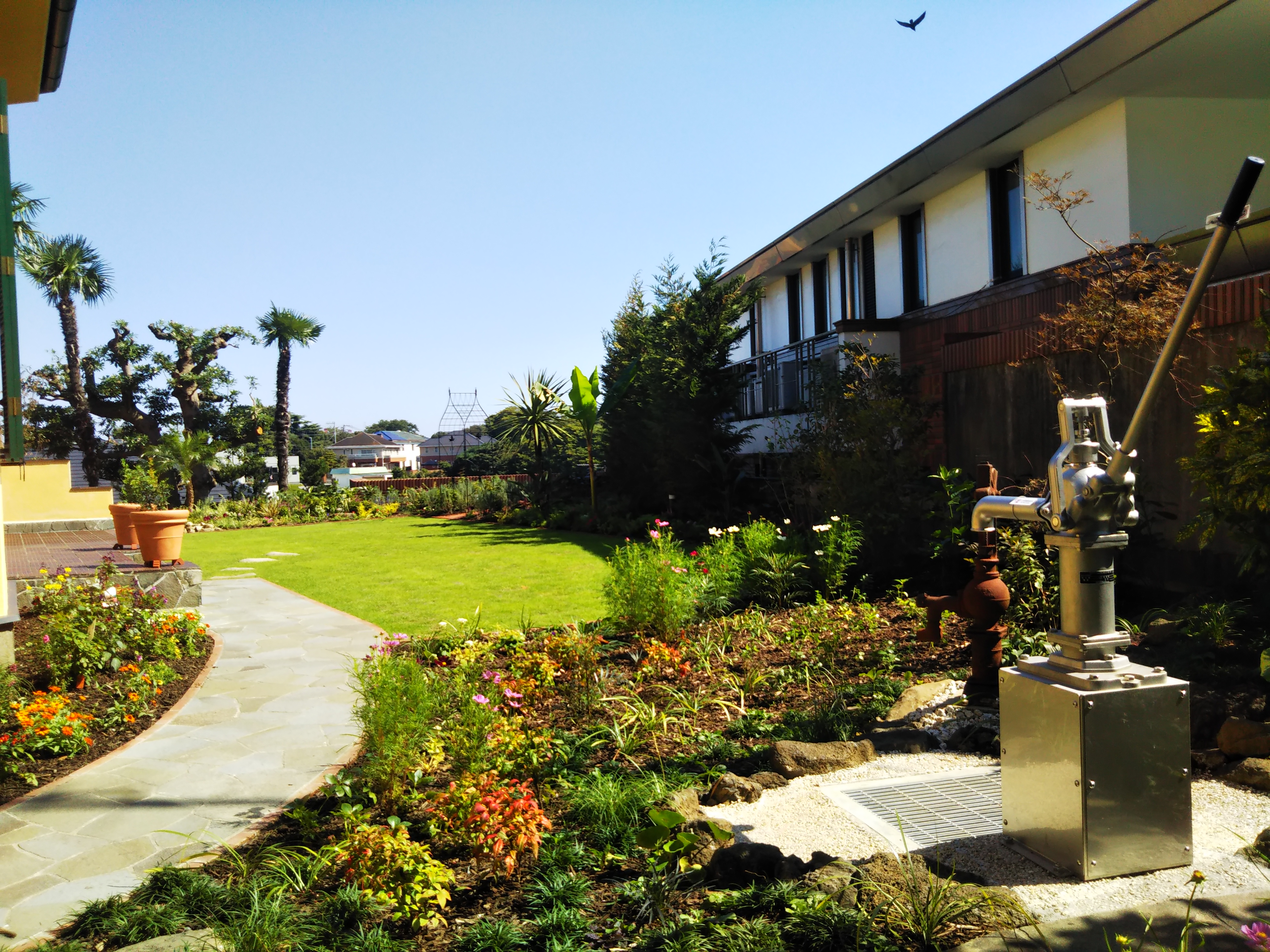
南側の庭は、横浜植木の手によって美しく整えられた[14]。
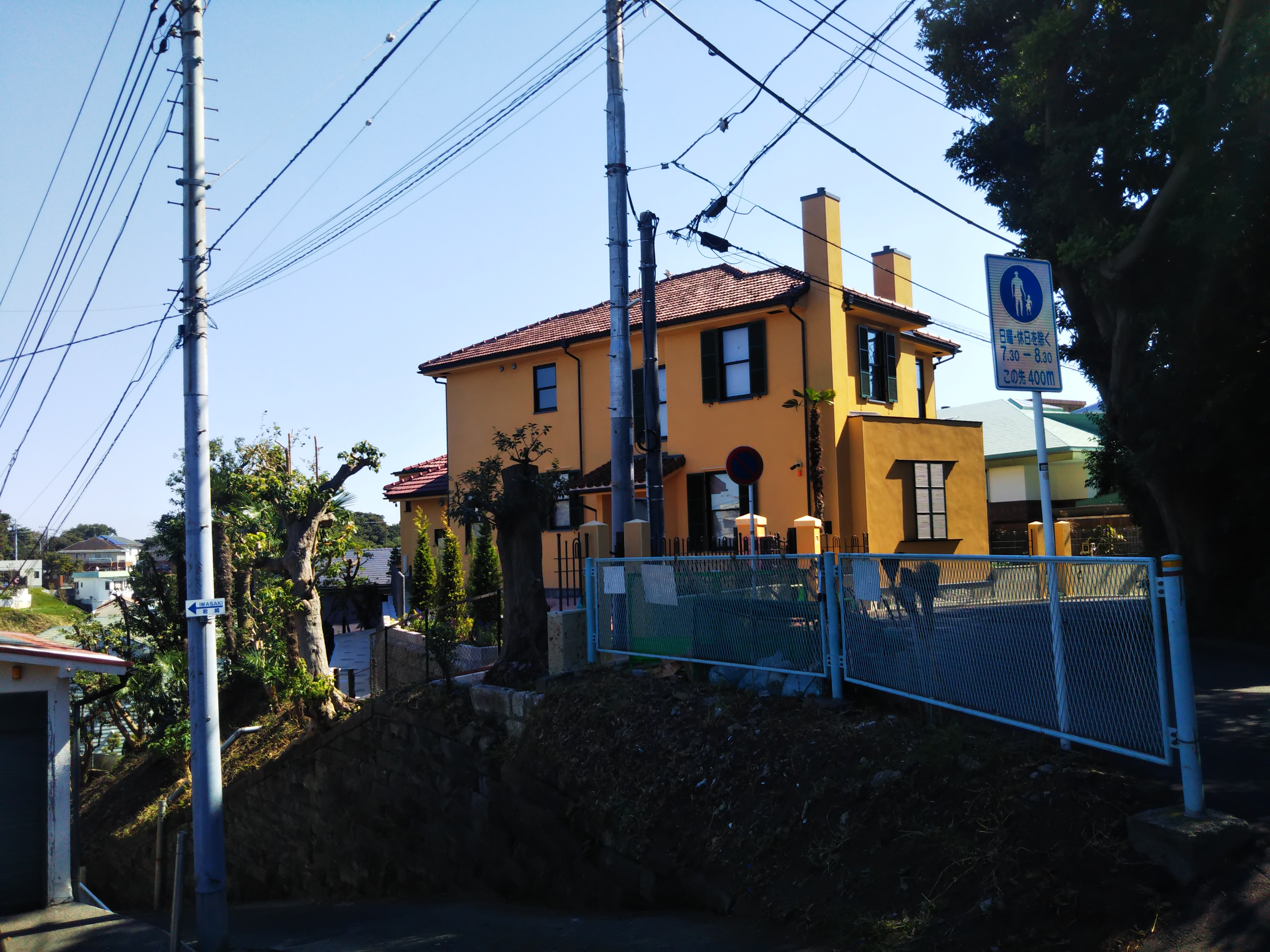
敷地北側の、聖坂方面に降りる坂には明治時代に築造されたと考えられるブラフ積みの石垣が残る。